# Banc of America Securities
Banc of America Securities LLC (BAS) foi um banco de investimento estado-unidense e provedor de outros serviços financeiros. É uma subsidiária do Bank of America.